# Championnat de Belgique féminin de handball 2022-2023
Navigation
2021-2022 2023-2024
La saison 2022-2023 du Championnat de Belgique féminin de handball est la 51e saison de la plus haute division belge de handball. La compétition se joue en une phase principale de 18 journées.

## Participants
| Club                    | Classement 2021/22 | Localisation | Entraîneur | Salle                       | Capacité |
| ----------------------- | ------------------ | ------------ | ---------- | --------------------------- | -------- |
| HB Saint-Trond          | -                  | Saint-Trond  | ?          | Sporthal Jodenstraat        | ?        |
| Hubo Handbal            | -                  | Hasselt      | ?          | Sporthal Alverberg          | 1.730    |
| Fémina Visé Handball    | -                  | Visé         | ?          | Hall Omnisports de Visé     | 600      |
| DHC Waasmunster         | -                  | Waasmunster  | ?          | Sporthal Hoogendonck        | ?        |
| HC Sprimont             | -                  | Sprimont     | ?          | Hall Omnsiports de Sprimont | ?        |
| HC Eynatten-Raeren      | -                  | Liège        | ?          | Sporthalle Eynatten         | ?        |
| HV Uilenspiegel Wilrijk | -                  | Wilrijk      | ?          | Sporthal De Bist            | ?        |
| HC DB Gent              | -                  | Gand         | ?          | Sporthal Hekers             | ?        |
| KTSV Eupen 1889         | -                  | Eupen        | ?          | Sportzentrum Eupen          | ?        |
| DHC Overpelt            | D2                 | Overpelt     | ?          | Sporthal De Bemvoort        | ?        |

## Localisation
| \| Visé Hasselt Sprimont Waasmunster Saint-Trond Raeren Wilrijk Gand Eupen Overpelt \| Localisation des clubs engagés dans le championnat |
| Visé Hasselt Sprimont Waasmunster Saint-Trond Raeren Wilrijk Gand Eupen Overpelt                                                          |

| # | Province                      | Nombre | Équipe(s)                                                 |
| - | ----------------------------- | ------ | --------------------------------------------------------- |
| 1 | Province de Limbourg          | 4      | Hubo Handbal, HB Saint-Trond, DHC Overpelt et HC Sprimont |
| 2 | Province de Liège             | 3      | Fémina Visé, HC Eynatten-Raeren et KTSV Eupen 1889        |
| 3 | Province de Flandre-Orientale | 2      | DHC Waasmunster et HB DC Gent                             |
| 4 | Province d'Anvers             | 1      | HV Uilenspiegel Wilrijk                                   |

## Saison régulière
Le classement est calculé avec le barème de points suivant :
- la victoire vaut deux points,
- le match nul vaut un point,
- la défaite vaut zéro point.

Au terme de la première phase, les 4 meilleures équipes de chaque poule jouent les playoffs, où les deux premiers disputeront la finale pour titre de champion de Belgique. Les autres équipes se retrouvent en playdowns pour éviter la descente. Les équipes à égalité sont départagées d'après le score cumulé de leurs deux matches. Si nécessaire, les scores cumulés puis le nombre de buts inscrits face à chacune des autres équipes, selon leur classement, seront utilisés.

### Classement
|    | Équipe                  | Pts | J  | G  | N | P  | Bp  | Bc  | Diff | Dép |
| -- | ----------------------- | --- | -- | -- | - | -- | --- | --- | ---- | --- |
| 1  | HB Saint-Trond C        | 34  | 18 | 17 | 0 | 1  | 663 | 366 | 297  | -   |
| 2  | KTSV Eupen 1889         | 32  | 18 | 16 | 0 | 2  | 628 | 421 | 207  | -   |
| 3  | HV Uilenspiegel Wilrijk | 28  | 18 | 14 | 0 | 4  | 615 | 475 | 140  | -   |
| 4  | HC Sprimont P           | 21  | 18 | 10 | 1 | 7  | 473 | 464 | 9    | -   |
| 5  | DHC Overpelt            | 20  | 18 | 10 | 0 | 8  | 473 | 520 | -47  | -   |
| 6  | Hubo Handbal            | 20  | 18 | 9  | 2 | 7  | 463 | 458 | 5    | -   |
| 7  | Fémina Visé Handball T  | 9   | 18 | 4  | 1 | 13 | 399 | 493 | -94  | -   |
| 8  | DHC Waasmunster         | 6   | 18 | 3  | 0 | 15 | 446 | 588 | -142 | -   |
| 9  | HC DB Gent              | 5   | 18 | 2  | 1 | 15 | 419 | 624 | -205 | -   |
| 10 | HC Eynatten-Raeren      | 5   | 18 | 2  | 1 | 15 | 342 | 512 | -170 | -   |

|   | Qualification aux playoffs                  |
|   | Participation aux playdowns                 |
| T | Tenant du titre 2021-2022                   |
| P | Promu de 2021-2022                          |
| C | Vainqueur de la Coupe de Belgique 2022-2023 |

### Matchs
| Résultats (dom.\ext.)                                      | St-T  | Ove   | Hubo  | Fem   | Waas  | Spr   | Raer  | Wilr  | Gent  | Eupen |
| HB Saint-Trond                                             |       | 42-15 | 29-13 | 39-10 | 42-18 | 33-18 | 44-18 | 36-30 | 39-20 | 23-26 |
| DHC Overpelt                                               | 26-38 |       | 25-23 | 30-19 | 35-24 | 26-24 | 32-21 | 21-33 | 25-17 | 23-39 |
| Hubo Handbal                                               | 20-36 | 36-19 |       | 30-16 | 31-26 | 25-23 | 24-17 | 26-37 | 33-16 | 22-43 |
| Fémina Visé Handball T                                     | 17-29 | 31-33 | 20-20 |       | 25-22 | 18-24 | 18-21 | 27-28 | 19-15 | 25-29 |
| DHC Waasmunster                                            | 23-46 | 24-29 | 25-28 | 30-29 |       | 22-25 | 21-20 | 30-38 | 27-29 | 26-47 |
| HC Sprimont P                                              | 25-35 | 35-27 | 22-22 | 21-19 | 33-19 |       | 26-18 | 31-23 | 45-22 | 22-29 |
| HC Eynatten-Raeren                                         | 13-33 | 17-31 | 15-24 | 19-21 | 28-27 | 20-27 |       | 23-34 | 21-21 | 18-34 |
| HV Uilenspiegel Wilrijk                                    | 24-33 | 40-26 | 33-29 | 39-22 | 40-27 | 42-24 | 35-17 |       | 47-21 | 22-29 |
| HC DB Gent                                                 | 20-53 | 28-29 | 23-33 | 29-40 | 30-32 | 25-31 | 26-23 | 26-35 |       | 29-44 |
| KTSV Eupen 1889                                            | 30-33 | 29-21 | 30-25 | 35-23 | 33-23 | 39-17 | 34-13 | 27-35 | 48-22 |       |
| - Victoire à domicile - Match nul - Victoire à l'extérieur |       |       |       |       |       |       |       |       |       |       |

### Play-offs

#### Classement
Les playoffs sont un mini-championnat opposant en matches aller-retour les six premières équipes de la saison régulière du championnat. Avant le début des playoffs les équipes reçoivent un bonus de points en fonction de leur classement en saison régulière : le premier reçoit 6 points, le deuxième reçoit 5 points, le troisième reçoit 4 points, le quatrième reçoit 3 points, le cinquième reçoit 2 points et le sixième reçoit 1 point.
|   | Équipe                  | Pts | J  | G | N | P  | Bp  | Bc  | Diff | Dép |
| - | ----------------------- | --- | -- | - | - | -- | --- | --- | ---- | --- |
| 1 | HB Saint-Trond C        | 24  | 10 | 9 | 0 | 1  | 284 | 201 | 83   | -   |
| 2 | KTSV Eupen 1889         | 23  | 10 | 9 | 0 | 1  | 327 | 260 | 67   | -   |
| 3 | HV Uilenspiegel Wilrijk | 16  | 10 | 6 | 0 | 4  | 309 | 277 | 32   | -   |
| 4 | DHC Overpelt            | 8   | 10 | 3 | 0 | 7  | 237 | 323 | -86  | -   |
| 5 | Hubo Handbal            | 7   | 10 | 3 | 0 | 7  | 242 | 258 | -16  | -   |
| 6 | HC Sprimont P           | 3   | 10 | 0 | 0 | 10 | 230 | 310 | -80  | -   |

|   | Qualification pour la finale du 2023        |
| T | Tenant du titre 2021-2022                   |
| P | Promu de 2021-2022                          |
| C | Vainqueur de la Coupe de Belgique 2022-2023 |

#### Matchs
| Résultats (dom.\ext.)                                      | St-T  | Eup   | Wil   | Spr   | Ove   | Hubo  |
| HB Saint-Trond                                             |       | 32-18 | 31-20 | 31-25 | 35-17 | 24-22 |
| KTSV Eupen 1889                                            | 32-25 |       | 33-32 | 45-21 | 29-24 | 31-29 |
| HV Uilenspiegel Wilrijk                                    | 24-29 | 29-34 |       | 35-21 | 40-22 | 26-17 |
| HC Sprimont P                                              | 13-26 | 19-29 | 29-34 |       | 26-27 | 26-28 |
| DHC Overpelt                                               | 14-30 | 22-44 | 34-39 | 30-29 |       | 29-20 |
| Hubo Handbal                                               | 16-21 | 27-32 | 27-30 | 25-21 | 31-18 |       |
| - Victoire à domicile - Match nul - Victoire à l'extérieur |       |       |       |       |       |       |

### Finale
| 27 mai 2023 15h30 | KTSV Eupen 1889 | 21 - 27 | HB Saint-Trond | Sportzentrum Eupen, Eupen |

| 29 mai 2023 16h00 | HB Saint-Trond | 19 - 12 | KTSV Eupen 1889 | Trudosporthal, Saint-Trond |

| Champion de Belgique 2022-2023 HB Saint-Trond 4e victoire |

### Play-downs

#### Classement
Les playdowns sont un mini-championnat opposant en matches aller-retour les quatre dernières équipes de la saison régulière du championnat. Avant le début des playdowns les équipes reçoivent un bonus de points en fonction de leur classement en saison régulière : le septième  reçoit quatre points, le huitième reçoit trois points, le neuvième deux points et le dixième reçoit un point.
|   | Équipe                 | Pts | J | G | N | P | Bp  | Bc  | Diff | Dép |
| - | ---------------------- | --- | - | - | - | - | --- | --- | ---- | --- |
| 1 | Fémina Visé Handball T | 16  | 6 | 6 | 0 | 0 | 183 | 130 | 53   | -   |
| 2 | DHC Waasmunster        | 11  | 6 | 4 | 0 | 2 | 146 | 136 | 10   | -   |
| 3 | HC DB Gent             | 6   | 6 | 2 | 0 | 4 | 145 | 172 | -27  | -   |
| 4 | HC Eynatten-Raeren     | 1   | 6 | 0 | 0 | 6 | 116 | 152 | -36  | -   |

|   | Relégué en Division 2 2023-2024             |
| T | Tenant du titre 2021-2022                   |
| P | Promu de 2021-2022                          |
| C | Vainqueur de la Coupe de Belgique 2022-2023 |

1. ↑  A perdu un match par forfait

#### Matchs
| Résultats (dom.\ext.)                                      | Fem   | Waas  | Gent  | Raer  |
| Fémina Visé Handball T                                     |       | 33-21 | 39-17 | 29-20 |
| DHC Waasmunster                                            | 23-24 |       | 27-22 | 10-0F |
| HC DB Gent                                                 | 26-33 | 25-32 |       | 30-20 |
| HC Eynatten-Raeren                                         | 23-25 | 32-33 | 21-25 |       |
| - Victoire à domicile - Match nul - Victoire à l'extérieur |       |       |       |       |

## Classement final
| Rang | Équipe                  | SR  | Remarque                                                                                |
| ---- | ----------------------- | --- | --------------------------------------------------------------------------------------- |
| 1er  | HB Saint-Trond          | 1er | Vainqueur de la Coupe de Belgique                                                       |
| 2e   | KTSV Eupen 1889         | 2e  | Finaliste de la Coupe de Belgique Qualifié au 2e tour de Coupe européenne de l'EHF (C4) |
| 3e   | HV Uilenspiegel Wilrijk | 3e  |                                                                                         |
| 4e   | DHC Overpelt            | 5e  |                                                                                         |
| 5e   | Hubo Handbal            | 6e  |                                                                                         |
| 6e   | HC Sprimont P           | 4e  |                                                                                         |
| 7e   | Fémina Visé Handball T  | 7e  |                                                                                         |
| 8e   | DHC Waasmunster         | 8e  |                                                                                         |
| 9e   | HC DB Gent              | 9e  |                                                                                         |
| 10e  | HC Eynatten-Raeren      | 10e | Relégué en Division 2                                                                   |